# アルインコ
アルインコ株式会社（英: ALINCO INCORPORATED）は、大阪府大阪市中央区高麗橋に本社を置く企業。
建築用仮設足場ならびに軽量仮設機材、フィットネスマシン、介護用品、トランシーバーなどの通信機器の開発・製造・販売を行っている。
かつてはアルインコ・テレビショッピングを展開していた。現在はテレビショッピング事業からは撤退し、ホームセンターなどの販売店経由での流通を主としている。
フィットネスマシンは、自社フィットネス事業部が運営する公式オンラインショップ「ありんこ屋」でも販売する。

## 沿革
- 1938年（昭和13年）9月 - 創業。

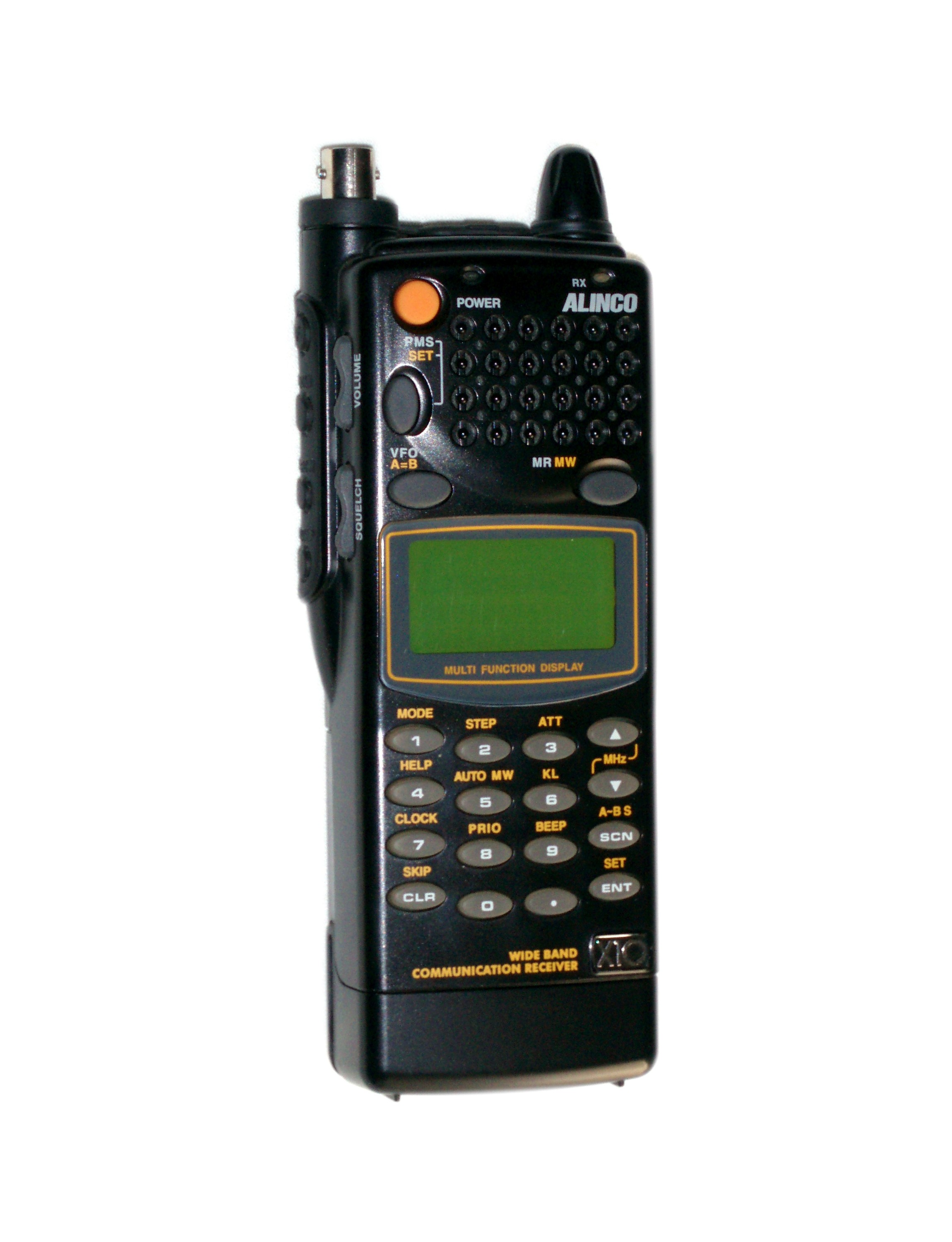
アルインコが製造した無線機器の例

- 1954年（昭和29年）- 有限会社井上鉄工所設立
- 1970年（昭和45年）7月4日 - 井上鉄工株式会社設立。本社は大阪府高槻市三島江1-1-1（現:本店・高槻事業所）。
- 1972年（昭和47年）10月 - 住宅用のアルミ製梯子の製造を開始。同製品の販売部門としてアルメイト株式会社を設立。
- 1976年（昭和52年）7月 - 工業用無線機器の製造を開始。同製品の販売部門としてアルインコ電子株式会社を設立。
- 1978年（昭和54年）6月 - 仮設機材のリース、レンタル部門としてアルインコ建材リース株式会社を設立。
- 1983年（昭和58年）3月 - アルメイト株式会社より営業の譲渡を受ける。
- 1983年（昭和58年）3月 - アルインコ株式会社に社名変更。
- 1983年（昭和58年）10月 - テレビカタログによる通信販売事業のアルインコ・テレビショッピングが提供番組で放送される（現在は撤退）。
- 1987年（昭和62年）1月 - 本社事務所を大阪市中央区城見2-1-61ツイン21MIDタワー23Fに移転。
- 1990年（平成2年）9月 - 兵庫工場（現:兵庫第一工場）完成。
- 1991年（平成3年）1月 - 小杉電子株式会社（富山県射水市）（現:アルインコ富山株式会社）を買収する。
- 1991年(平成3年）7月 - 栃木茂木工場（現:栃木茂木事業所）完成。
- 1993年（平成5年）3月 - 大阪証券取引所第二部に上場。
- 1997年（平成9年）2月 - アルインコ電子株式会社及びアルインコ貿易株式会社より営業の譲渡を受ける。
- 1997年（平成9年）7月 - 茂木倉庫(現:栃木茂木事業所）完成。
- 1997年（平成9年）12月 - 足場工事の施工部門として、全額出資により東京仮設ビルト株式会社（埼玉県川口市）を設立。
- 1997年（平成9年）12月 - 兵庫第二工場完成。
- 2001年（平成13年）7月 - 本社事務所を大阪市北区堂島浜1-2-6 新ダイビル8Fに移転。
- 2002年（平成14年）3月 - アルインコ建材リース株式会社を吸収合併。
- 2003年（平成15年）9月 - 中国に蘇州アルインコ金属製品有限公司（江蘇省蘇州市）を設立。
- 2006年（平成18年）1月 - 東京証券取引所第二部に上場。
- 2007年（平成19年）6月 - 株式会社光モール（大阪府藤井寺市）を買収する。
- 2008年（平成20年）3月 - 中央ビルト工業株式会社（東京都中央区）の株式を追加取得したことにより、同社が持分法適用会社となる。
- 2008年（平成20年）9月 - 本社事務所を大阪市中央区高麗橋4-4-9 淀屋橋ダイビルに移転。
- 2008年（平成20年）11月 - オリエンタル機材株式会社（沖縄県那覇市）を買収する。
- 2010年（平成22年）12月 - 株式会社ピカコーポレイション（大阪府東大阪市）と資本・業務提携契約を締結する。
- 2011年（平成23年）10月 - 中国にアルインコ建設機材レンタル（蘇州）有限公司（江蘇省蘇州市）を設立。
- 2012年（平成24年）9月 - 中国に瀋陽アルインコ電子有限公司（遼寧省瀋陽市）を設立。
- 2012年（平成24年）11月 - タイにALINCO OCT SYSTEM SCAFFOLDING CO.,LTD.（サムットサーコーン県）（現:ALINCO SCAFFOLDING (THAILAND) CO.,LTD.）を設立。
- 2014年（平成26年）1O月 - インドネシアにPT. ALINCO RENTAL INDONESIA（ジャカルタ）を設立。
- 2014年（平成26年）12月 - 東京証券取引所第一部に指定替え。
- 2015年（平成27年）7月 - タイにSIAM ALINCO CO.,LTD.（チャチューンサオ県）を設立。
- 2015年（平成27年）12月 - 株式会社シィップ（新潟市江南区）を買収する。
- 2016年（平成28年）8月 - エス・ティ・エス株式会社（名古屋市天白区）を買収する。
- 2016年（平成28年）11月 - ベトナムにALINCO ELECTRONICS VIETNAM CO.,LTD.（ホーチミン市）を設立。
- 2017年（平成29年）3月3日 - 中央ビルト工業株式会社の株式の一部を旭化成ホームズ株式会社に譲渡。持分法適用会社から外れる。[4][5]
- 2017年（平成29年）3月 - 住友商事より双福鋼器株式会社（三重県伊賀市）を買収する。[6][7]
- 2022年（令和4年）4月 - 東京証券取引所の新市場区分「プライム市場」へ移行。

## 主な事業拠点
本店・事業所
- 本店・高槻事業所 - 〒569-8510 大阪府高槻市三島江1-1-1
- 栃木茂木事業所 - 〒321-3701 栃木県芳賀郡茂木町山内112-2

生産拠点
- 兵庫第一工場 - 〒669-4312 兵庫県丹波市市島町北奥287-1
- 兵庫第二工場 - 〒669-4321 兵庫県丹波市市島町上垣849-6

## 関係会社
建設機材関連事業
- オリエンタル機材株式会社（レンタル関連事業も含む）
- 蘇州アルインコ金属製品有限公司（住宅機器関連事業も含む）
- アルインコ建設機材レンタル（蘇州）有限公司（レンタル関連事業も含む）
- ALINCO (THAILAND) CO.,LTD.

住宅機器関連事業
- 株式会社光モール
- 株式会社シィップ
- エス・ティ・エス株式会社

レンタル関連事業
- 東京仮設ビルト株式会社
- ALINCO SCAFFOLDING (THAILAND) CO.,LTD.
- PT. ALINCO RENTAL INDONESIA
- SIAM ALINCO CO.,LTD.

電子機器関連事業
- アルインコ富山株式会社
- 東電子工業株式会社
- 瀋陽アルインコ電子有限公司
- ALINCO ELECTRONICS VIETNAM CO.,LTD.

## 過去のスポンサー番組
- JNNニュース（平日昼・TBS系列、1983年から1990年頃まで）
- クイズMr.ロンリー（毎日放送制作・TBS系列）
- 土曜大好き!830（関西テレビ制作・フジテレビ系列、1987年放送開始当初）
- パネルクイズ アタック25（朝日放送テレビ制作・テレビ朝日系列、1986年10月から1987年3月までは1社提供）
- 世界一周双六ゲーム（朝日放送テレビ制作・テレビ朝日系列、最末期・筆頭）
- 三枝の国盗りゲーム（朝日放送テレビ制作・テレビ朝日系列、末期・筆頭）
- クイズタイムショック（テレビ朝日系列、末期）
- TXNニュース THIS EVENING（テレビ東京系列、日曜日分のスポンサー）ほか